# Ninna Engberg
Ninna Engberg, född 26 maj 1963, är en svensk chef inom medier, arrangemang och idrott.
Engberg började som annonssäljare på Dagens Nyheter och blev så småningom annonschef där. Hon gick senare över den kommersiella radion. Den 1 september 1999 blev hon VD för CLT-UFA:s svenska verksamhet som då bestod av radionätverket Lugna Favoriter och stationen Wow 105,5.
År 2002 rekryterades hon av Sveriges Television för att bli sponsringschef där. År 2005 gick hon över till TV4 för att bli affärsutvecklingschef på försäljningsavdelningen.
Våren 2007 lämnade Engberg mediebranschen för att bli VD för Globenarenorna. Under senare tiden som Globen-VD fanns hon på Veckans affärers lista över "Näringslivets 125 mäktigaste kvinnor". I augusti 2014 meddelade hon att hon lämnade Globen. Hon hade därefter olika konsultuppdrag.
Den 1 december 2018 tillträdde Engberg som generalsekreterare för Lidingöloppet.